# Bucephalacris
Bucephalacris is een geslacht van rechtvleugeligen uit de familie veldsprinkhanen (Acrididae). De wetenschappelijke naam van dit geslacht is voor het eerst geldig gepubliceerd in 1894 door Giglio-Tos.

## Soorten
Het geslacht Bucephalacris omvat de volgende soorten:
- Bucephalacris bohlsii Giglio-Tos, 1898
- Bucephalacris boliviana Bruner, 1922
- Bucephalacris bucephalus Marschall, 1836
- Bucephalacris carayoni Amédégnato, 1986
- Bucephalacris frater Rehn, 1909